# Angelita Alfaro
Angelita Alfaro (Cervera del Río Alhama, La Rioja, 1941) es una cocinera profesional española, autora de abundantes libros de cocina.

## Biografía
Aunque nació en La Rioja, vive en Pamplona desde su juventud. Ha escrito una abundante bibliografía gastronómica con la que ha logrado gran éxito editorial. Su especialidad es la cocina tradicional riojana y navarra, aunque a veces con toques de modernidad.
Su primer libro, La cocina de Angelita (1991), obtuvo un gran éxito, motivado por la sencillez y accesibilidad de sus recetas, y del cual ya se han publicado varias ediciones. También colabora en diferentes medios de comunicación divulgando sus conocimientos culinarios como, por ejemplo, en la serie de programas para Canal Cocina, el canal temático de gastronomía de Digital +.

## Premios y reconocimientos
Sus diversas obras gastronómicas han recibido importantes premios y el apoyo de cocineros de prestigio internacional, como Juan María Arzak o Martín Berasategui.
- 2004 Gourmand Cookbook Award.[2]
- 2005 Gourmand Cookbook Award.
- 2009 Premio Navarra de Gastronomía.[3]

## Obra
Entre otros ha editado:
- (1991) La cocina de Angelita.
- (1994) Cocina navarra.
- (1996) Cocina regional navarra.
- (1997) La dieta de la vida , galardonado como Mejor Libro de Salud y Cocina por la internacional World Cookbook.
- (2001) La nueva cocina de Angelita.
- (2004) Postres , con el que obtuvo el Premio Gourmand.
- (2004) Golmajías.
- (2005) Cocina para estudiantes, solteros, separados, divorciados, viudos y vagos (2005, Premio Gourmand). Está ilustrado con dibujos de Mikel Urmeneta,[5] fundador y director creativo de la Fábrica de Dibujos Kukuxumusu.
- (2007) Este compró un huevito…, Recetario para niños. Ilustrado por Mikel Urmeneta.
- (2007) Entre fogones. Prologado por Juan Mari Arzak y Elena Arzak.[6][7]
- (2008) Sabores y emociones.
- (2009) De cuchara y tenedor. Ed. Txertoa.[8] El libro está prologado por Olga Viza y Javier Capitán.[9]
- (2009) Navarra. Cocina Tradicional[10]
- (2010) Sabores y emociones, verduras de Navarra.[11]

## Curiosidades
Angelita, también hace alpargatas que suele regalar a amigos y personalidades.